# اندیس آنتیموان شور چاه
آنتیموان شور چاه یک اندیس فلزی است که در حوالی شهر زاهدان استان سیستان و بلوچستان قرار دارد و مادهٔ معدنی موجود در آن، آنتیموان است.سنگ میزبان این اندیس فلیش های رسوبی است و دیرینگی آن به دوران کرتاسه بالایی می‌رسد. 